# 1985-2003 – Je joue de la guitare
Albums de Jean Leloup
Exit
(2004) Mexico
(2006)
1985-2003 – Je joue de la guitare est la première compilation de Jean Leloup sortie le 22 novembre 2005 sur le label Audiogram.

## Historique
Paru en 2005, 1985-2003 – Je joue de la guitare est la compilation de près de vingt ans de musique de Jean Leloup, artiste atypique québécois, qui a mis officiellement fin à sa carrière en décembre 2003 en « tuant sur scène » son personnage de Leloup pour alors écrire, composer, et jouer au sein d'un groupe sous son vrai nom de Leclerc.
Les titres sont issus de cinq albums Menteur (1989), L'amour est sans pitié (1990), Le Dôme (1996), Les Fourmis (1998) et La Vallée des réputations (2002) auxquels s'ajoute le premier single inédit de Jean Leloup Plein gaz ! (1985), tous présentés pratiquement dans un ordre chronologique de parution. De plus, le disque est agrémenté d'un DVD proposant dix clips de chansons.
La pochette et le livret sont la réalisation de Julie Bernèche avec des photos de Jean-françois Leblanc, Patrice Massé et Tshi.

## Liste des titres de la compilation

### CD
1. Alger – 3 min 31 s
2. Printemps été – 2 min 29 s
3. Isabelle – 2 min 47 s
4. L'amour est sans pitié – 3 min 18 s
5. Plein gaz ! – 2 min 51 s
6. Décadence – 2 min 08 s
7. 1990 – 5 min 08 s
8. Cookie – 2 min 53 s
9. Edgar – 4 min 01 s
10. Le monde est à pleurer – 4 min 50 s
11. Le Dôme – 4 min 36 s
12. I Lost My Baby – 2 min 57 s
13. Johnny Go – 5 min 28 s
14. Forest – 4 min 14 s
15. La fin du monde est à 7 heures – 3 min 18 s
16. Fourmis – 4 min 37 s
17. La vie est laide – 4 min 56 s
18. Je joue de la guitare – 4 min 34 s
19. Balade à Toronto – 3 min 02 s
20. La Vallée des réputations – 2 min 53 s
21. Paradis perdu – 3 min 44 s

### DVD
1. Printemps été réalisé par Benoît Chartrand – 2 min 39 s
2. L'amour est sans pitié réalisé par Benoît Chartrand – 4 min 14 s
3. Cookie réalisé par James Di Salvio – 3 min 19 s
4. 1990 (version couleurs) réalisé par James Di Salvio – 4 min 36 s
5. 1990 (version noir et blanc) réalisé par James Di Salvio – 4 min 36 s
6. Isabelle réalisé par James Di Salvio – 5 min 14 s
7. Johnny Go réalisé par James Di Salvio – 5 min 41 s
8. Le monde est à pleurer réalisé par Tshi[4] – 5 min 32 s
9. La vie est laide réalisé par Martin Laporte et Monica Hynes – 5 min 22 s
10. La Vallée des réputations réalisé par Thomas Bégin et Stéphanie Chabot – 2 min 59 s

## Accueil de la critique
À sa parution, cette compilation est considérée comme « essentielle » pour cet artiste qui « dans le panorama de la pop intelligente made in Québec [...] régn[e] en maître » même si Jean Leloup a mis (temporairement) fin à son personnage scénique en 2004. L'Encyclopédie canadienne le qualifie d'« album anthologique ».